# Willy Rotzler
Willy Rotzler (* 28. Oktober 1917 in Basel; † 2. Mai 1994 in Hausen am Albis) war ein Schweizer Kunsthistoriker, Redaktor, Konservator und Publizist.

## Leben und Wirken
Willy Rotzler studierte in den Jahren 1937 bis 1945 und 1947 bis 1948 in Basel und Bern Kunstgeschichte, Archäologie und deutsche Literatur. Parallel zu seinem Studium war er bis 1948 im Basler Kunstverlag als Lektor tätig. Er schloss sein Studium an der Universität Basel 1961 mit der Promotion über «Die Begegnung der drei Lebenden und der drei Toten. Ein Beitrag zur Forschung über die mittelalterliche Vergänglichkeitsdarstellung» ab.
Von 1948 bis 1961 arbeitete er als Konservator am Kunstgewerbemuseum Zürich (heute Museum für Gestaltung Zürich) und 1962 bis 1968 als Redaktor der Monatszeitschrift Du. Rotzler war von 1969 bis 1976 Mitglied der Eidgenössischen Kunstkommission, von 1974 bis 1988 Präsident der Kunstkommission der Stadt Zürich und von 1984 bis 1992 Präsident der Camille-Graeser-Stiftung. Er war Mitbegründer des Vereins Kunsthalle Zürich (1985) und der Stiftung für Konstruktive und Konkrete Kunst (1987).
Er verfasste zahlreiche Publikationen zur zeitgenössischen Kunst und Kunstszene u. a. über Max Bill, Alberto Giacometti, Camille Graeser und Jean Tinguely. An europäischen und amerikanischen Hochschulen unterrichtete er als Gastdozent. 
1993 erhielt er die Heinrich-Wölfflin-Medaille, den Kunstvermittlerpreis der Stadt Zürich.

## Werke (Auswahl)
- Paul Suter. Eisenplastiken. Galerie und Edition Schlégl, Zürich 1988.
- Konstruktive Welten. Ansprache zur Eröffnung der Stiftung für Konstruktive und Konkrete Kunst. Stiftung für Konstruktive und Konkrete Kunst, Zürich 1987.
- Camille Graeser. Lebensweg und Lebenswerk eines konstruktiven Malers. ABC-Verlag, Zürich 1979, ISBN 978-3-85504-054-4.
- Vordemberge-Gildewart. Erker-Verlag, St. Gallen 1979.
- Konstruktive Konzepte. Eine Geschichte der konstruktiven Kunst vom Kubismus bis heute. ABC-Verlag, Zürich 1977, ISBN 978-3-85504-037-7.
- Objekt-Kunst. Von Duchamp bis zur Gegenwart. DuMont Schauberg, Köln 1975, ISBN 978-3-7701-0838-1.
- Buchkunst in der Schweiz. In: Internationale Buchkunst im 19. und 20. Jahrhundert. Herausgegeben von Georg Kurt Schauer, Otto Maier Verlag, Ravensburg 1969, S. 367–408.
- Die Begegnung der drei Lebenden und der drei Toten. Ein Beitrag zur Forschung über die mittelalterliche Vergänglichkeitsdarstellung. Keller Verlag, Winterthur 1961.
- Das Spielzeug. Spielsachen aus alter und neuer Zeit. Wegleitung des Kunstgewerbemuseums Zürich, Zürich 1951.